# Holická tabule
Holická tabule je geomorfologický okrsek ve východní části Pardubické kotliny, ležící v okrese Pardubice v Pardubickém kraji a malými částmi v okrese Ústí nad Orlicí ve stejném kraji a v okrese Hradec Králové v Královéhradeckém kraji.

## Poloha a sídla

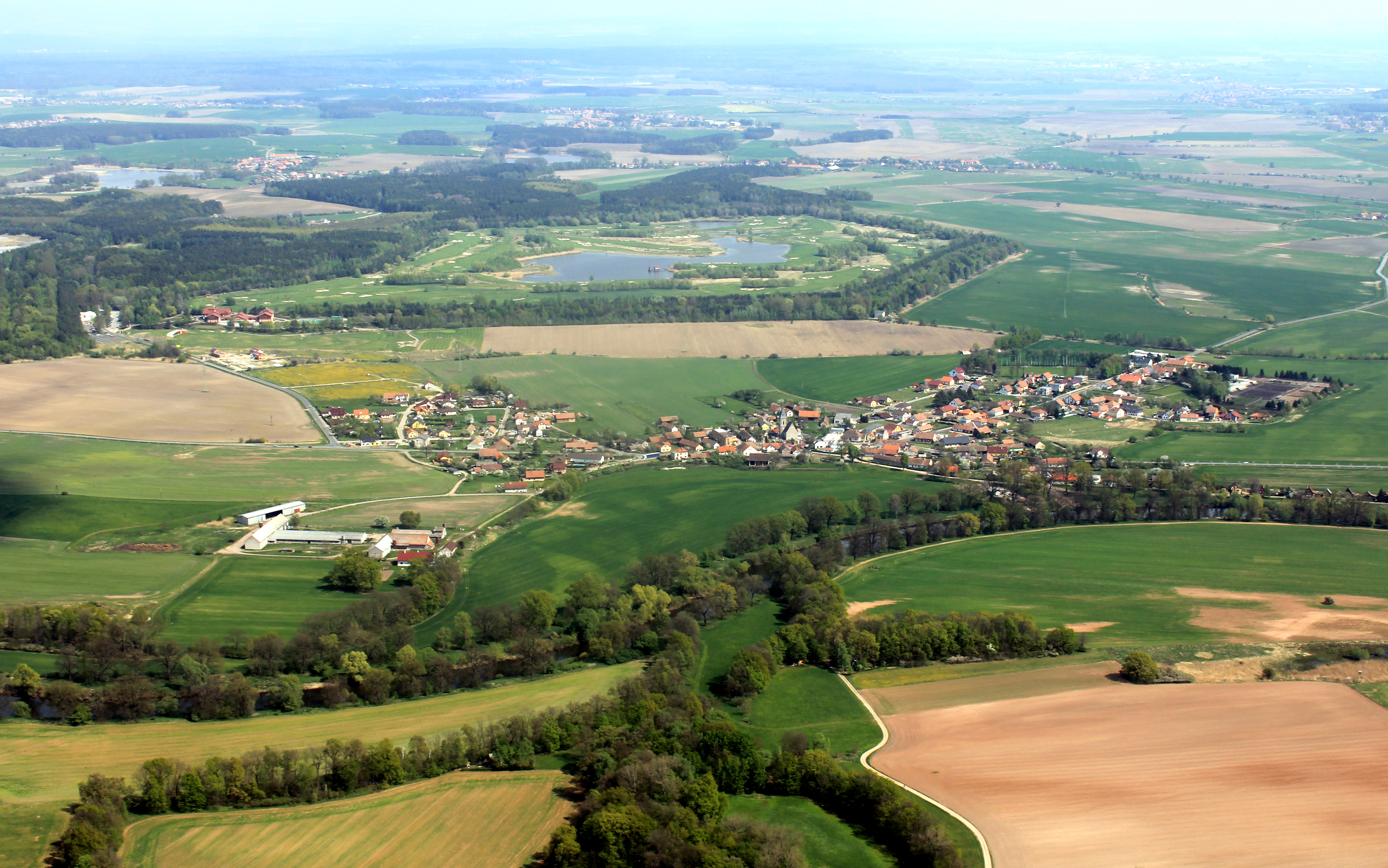
Rozhraní Holické tabule, Východolabské nivy a Sezemické kotliny u obce Dříteč

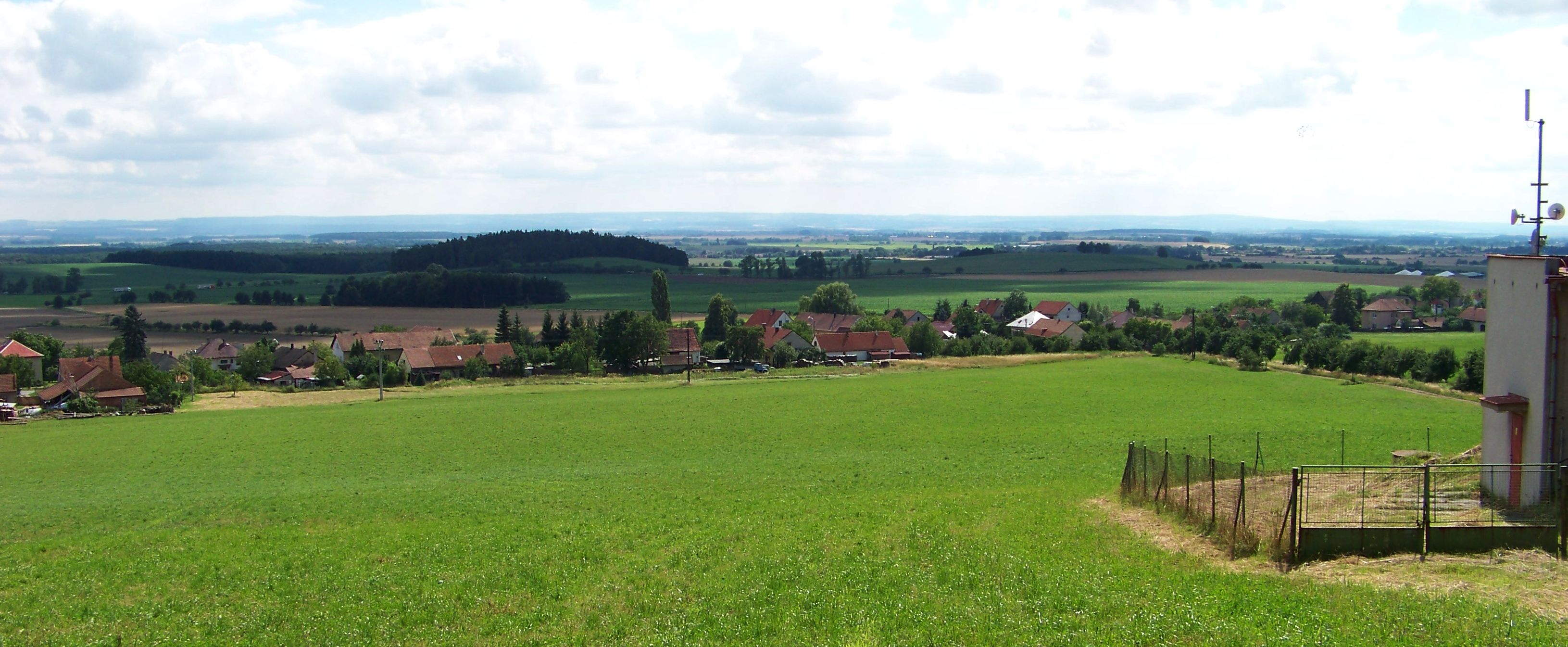
Sychrova a Chmelnice nad obcí Ostřetín z vrchu Vinice

Území okrsku se nachází zhruba mezi sídly Vysoká nad Labem (na severozápadě), Vysoké Chvojno (na severovýchodě), Radhošť (na jihovýchodě), Dolní Roveň (na jihu), Kunětice (na západě), Rokytno (na západě) a Dříteč (na západě). Uvnitř okrsku leží titulní město Holice, město Sezemice a větší obce Horní a Dolní Ředice, Býšť a Ostřetín.
Jsou zde chráněná území PR Žernov (rybníky Mordýř, Šmatlán a Ředický rybník), PP Šejval a PR Přesypy u Rokytna.

## Geomorfologické členění
Okrsek Holická tabule (dle značení Jaromíra Demka VIC–1C–5) náleží do celku Východolabská tabule a podcelku Pardubická kotlina. Dále se již nečlení. Tabule sousedí s dalšími okrsky Východolabské tabule: Východolabská niva a Sezemická kotlina na západě, Dašická kotlina na jihu. Dále sousedí s celkem Orlická tabule na severu a východě.

## Významné vrcholy
Nejvyšším bodem Holické tabule je Sychrova (289 m n. m.).
| název vrcholu | výška (m n. m.) | podřazená jednotka |
| ------------- | --------------- | ------------------ |
| Sychrova      | 289             | -                  |
| Žernov        | 277             | -                  |
| Hořánek       | 265             | -                  |